# 39e cérémonie des Grammy Awards
 (avril 2025).
Si vous disposez d'ouvrages ou d'articles de référence ou si vous connaissez des sites web de qualité traitant du thème abordé ici, merci de compléter l'article en donnant les références utiles à sa vérifiabilité et en les liant à la section « Notes et références ».
La 39e cérémonie des Grammy Awards s'est déroulée le 26 février 1997 au Madison Square Garden de New York.
Ils ont reconnu les réalisations des musiciens de l'année précédente. Kenneth « Babyface » Edmonds est le grand gagnant de la soirée avec quatre récompenses et Céline Dion et Toni Braxton remportent chacune deux prix.

## Palmarès
| Prix                      | Artiste      | Titre            |
| ------------------------- | ------------ | ---------------- |
| Enregistrement de l'année | Eric Clapton | Change the World |
| Album de l'année          | Céline Dion  | Falling Into You |
| Chanson de l'année        |              | Change the World |
| Meilleur nouvel artiste   | LeAnn Rimes  | LeAnn Rimes      |

| Prix              | Artiste | Titre |
| ----------------- | ------- | ----- |
| Best Country Song |         | Blue  |

| Prix                           | Artiste           | Titre                      |
| ------------------------------ | ----------------- | -------------------------- |
| Best Opera Recording           |                   | Britten: Peter Grimes      |
| Best Chamber Music Performance | Cleveland Quartet | Corigliano: String Quartet |

| Prix             | Artiste | Titre                                   |
| ---------------- | ------- | --------------------------------------- |
| Best Album Notes |         | The Complete Columbia Studio Recordings |

### Meilleure composition instrumentale écrite pour un film ou pour la télévision
- Independence Day – David Arnold